# Saison 1983 de l'ATP
Résultats des principaux tournois de tennis organisés par l'ATP en 1983. 

## Résultats
| Date  | Tournoi         | Tournoi | Dotation  | Surface     | Vainqueur     | Vainqueur | Finaliste     | Finaliste | Score              | Tableau |
| ----- | --------------- | ------- | --------- | ----------- | ------------- | --------- | ------------- | --------- | ------------------ | ------- |
| 23/05 | Roland-Garros   |         | $ 625 000 | Terre       | Yannick Noah  |           | Mats Wilander |           | 6-2, 7-5, 7-6      | Tableau |
| 20/06 | Wimbledon       |         | $ 746 408 | Herbe       | John McEnroe  |           | Chris Lewis   |           | 6-2, 6-2, 6-2      | Tableau |
| 29/08 | US Open         |         | $ 797 000 | Dur         | Jimmy Connors |           | Ivan Lendl    |           | 6-3, 6-7, 7-5, 6-0 | Tableau |
| 28/11 | Australian Open |         | $ 500 000 | Herbe       | Mats Wilander |           | Ivan Lendl    |           | 6-1, 6-4, 6-4      | Tableau |
| 09/01 | Masters         |         | $ 400 000 | Synthétique | John McEnroe  |           | Ivan Lendl    |           | 6-3, 6-4, 6-4      | Tableau |

## Classement final ATP 1983
| N° | Joueur           | Pays | Evolution     |
| -- | ---------------- | ---- | ------------- |
| 1  | John McEnroe     |      | en stagnation |
| 2  | Ivan Lendl       |      | +1            |
| 3  | Jimmy Connors    |      | −1            |
| 4  | Mats Wilander    |      | +3            |
| 5  | Yannick Noah     |      | +4            |
| 6  | Jimmy Arias      |      | +14           |
| 7  | José Higueras    |      | +4            |
| 8  | José Luis Clerc  |      | −2            |
| 9  | Kevin Curren     |      | +8            |
| 10 | Gene Mayer       |      | −2            |
| 11 | Guillermo Vilas  |      | −7            |
| 12 | Bill Scanlon     |      | +59           |
| 13 | Eliot Teltscher  |      | +1            |
| 14 | Andrés Gómez     |      | +1            |
| 15 | Johan Kriek      |      | −3            |
| 16 | Tim Mayotte      |      | +13           |
| 17 | Tomáš Šmíd       |      | +6            |
| 18 | Sandy Mayer      |      | −2            |
| 19 | Anders Järryd    |      | +41           |
| 20 | Vitas Gerulaitis |      | −15           |